# سام بورتون
سام بورتون (بالإنجليزية: Sam Burton)‏ (10 نوفمبر 1926 بسويندون في المملكة المتحدة - ) هو لاعب كرة قدم بريطاني في مركز حراسة المرمى. لعب مع سويندون تاون.

## وصلات خارجية
- سام بورتون على موقع قاعدة بيانات كرة القدم.إي يو (الإنجليزية)